# Rosebud (Montana)
Rosebud è un'area non incorporata degli Stati Uniti d'America, nello stato del Montana, nella Contea di Rosebud. Nel 2010 contava 111 abitanti.